# Lobocleta retractaria
Lobocleta retractaria är en fjärilsart som beskrevs av Walker 1861. Lobocleta retractaria ingår i släktet Lobocleta och familjen mätare. Inga underarter finns listade i Catalogue of Life.